# Xã McGahan, Quận Mountrail, Bắc Dakota
Xã McGahan (tiếng Anh: McGahan Township) là một xã thuộc quận Mountrail, tiểu bang Bắc Dakota, Hoa Kỳ. Năm 2010, dân số của xã này là 55 người.